# Мирное (Тайыншинский район)
Мирное (каз. Мирное) — упразднённое село в Тайыншинском районе Северо-Казахстанской области Казахстана. Входило в состав Кировского сельского округа. 
Исключено из учётных данных в 2024 году. Код КАТО — 596059500.

## Население
В 1999 году население села составляло 257 человек (117 мужчин и 140 женщин). По данным переписи 2009 года, в селе проживало 19 человек (7 мужчин и 12 женщин).